# Arano (Buenos Aires)
Arano es una localidad argentina del partido de Adolfo Alsina, en la provincia de Buenos Aires.
Una estación ferroviaria habilitada en 1907 fue el núcleo de este paraje donde hasta hubo cancha de fútbol con una tribuna techada, de la que hoy pueden verse sus restos.
Quedan también la Escuela N.º 4 y un club que es utilizado esporádicamente para reuniones de distinto carácter.

## Población
Durante los censos nacionales del INDEC de 2001 y 2010 fue considerada como población rural dispersa.

## Historia
Después del año 1880 se determinan los límites la Provincia de Buenos Aires con el trazado del Meridiano 5.° y dividida en cinco secciones de tierras públicas.
Las tierras del partido de Adolfo Alsina quedaban comprendidas dentro de la sección 3°, la cual fue dividida en lotes de 10 000 hectáreas cada uno y fueron adjudicados de acuerdo a la Ley Provincial del 8 de octubre de 1878 y Ley Nacional N.º 947 del 4 de octubre de 1878, por el Departamento de Ingenieros Civiles de la Nación, a quienes habían suscrito bonos para solventar los gastos ocasionados por las campañas al desierto.
En el año 1884, el señor Ernesto Vignaud, compra en remate público, un lote de 10 000 hectáreas ubicado en la fracción 3° de Tierras Públicas, identificado con el N.º 3, cuyo producto fue a la Provincia para solventar los gastos de la campañas al desierto.
En 1899 el señor Vignaud vende a Jacinto Castro las 10 000 hectáreas ubicadas en el viejo camino de Carhué a Toay, muy cerca del Meridiano 5°, límite entre Buenos Aires y La Pampa, campo conocido como Las Calaveras.
En 1904 don Jacinto Castro transfiere el campo a los hermanos Graciarena, Mariano Miguel Pedro y Agustín Juan.
El 11 de julio de 1904 los Graciarena venden a Ramón Arano el terreno descripto.